# Parafia Najświętszej Maryi Panny z Góry Karmel w Bydgoszczy
Parafia pw. Najświętszej Maryi Panny z Góry Karmel w Bydgoszczy – rzymskokatolicka parafia w Bydgoszczy, erygowana w 1980 roku. Mieści się na osiedlu Miedzyń; należy do dekanatu Bydgoszcz I.

## Historia
1 lipca 1971 z polecenia prymasa Stefana Wyszyńskiego w domu zakonnym sióstr karmelitanek bosych posługę podjął ks. Kazimierz Drapała. W czerwcu 1975 karmelitanki bose przeniosły się do Tryszczyna, natomiast posługa duszpasterska dla mieszkańców dzielnicy sprawowana była nadal w kaplicy, którą prymas Wyszyński poświęcił 18 kwietnia 1978. 19 lipca 1980 rozpoczęto budowę plebanii, a w maju 1981 bp Jan Czerniak poświęcił dobudowaną II część kaplicy. W 1983 bp Jan Nowak poświęcił ukończoną plebanię, a w 1985 władze wojewódzkie i kuria metropolitalna w Gnieźnie zezwoliły na rozbudowę kaplicy. Budowę kościoła rozpoczęto w czerwcu 1986, a zakończono ją w stanie surowym jesienią 1990. 22 czerwca 1991 kościół wraz z kamieniem węgielnym poświęcony został przez prymasa Józefa Glempa.
1 stycznia 1995 dekretem arcybiskupa Henryka Muszyńskiego z terenu parafii wydzielono nową parafię bł. Michała Kozala Biskupa i Męczennika
W 2009 roku ksiądz Kazimierz Drapała (proboszcz, który zarządzał parafią od początku jej istnienia) przeszedł na emeryturę, a jego następcą został ks. Krzysztof Panasiuk.